# Javier Fragoso
Pour les articles homonymes, voir Fragoso.
Javier Fragoso, surnommé El Chalo, né le 19 avril 1942 à Mexico et mort le 28 décembre 2014 à Cuernavaca, est un footballeur mexicain. Il évoluait au poste d'attaquant.

## Carrière

### Clubs
Il réalise la plus grande partie de sa carrière pour le Club América de Mexico de 1962 à 1970. Il se joint ensuite au Club Deportivo Zacatepec (1970-1972 et 1973-1974) et au CF Puebla (1972-1973).

### Équipe nationale
Avec l'équipe nationale du Mexique, il participe aux Jeux olympiques d'été de 1964. Il dispute trois matchs lors du tournoi olympique. 
Il dispute également la Coupe du monde 1966 et la Coupe du monde 1970, marquant un but lors de cette dernière compétition contre le Salvador. Il joue un total de cinq matchs en coupe du monde.

## Palmarès
- Champion du Mexique en 1966 avec le Club América[1]
- Vainqueur de la Coupe du Mexique en 1964 et 1965 avec le Club América